# Peschiera del Garda
Peschiera del Garda is een gemeente in de Italiaanse provincie Verona (regio Veneto) en telt ruim 10.000 inwoners. De oppervlakte bedraagt 17,6 km².
De vesting van Peschiera staat op de UNESCO-werelderfgoedlijst als onderdeel van de Venetiaanse verdedigingswerken van de 15e tot 17e eeuw, terwijl enkele archeologische vindplaatsen vallen onder de groep prehistorische paalwoningen in de Alpen. Buiten het centrum ligt een oud Oostenrijks fort, het Forte Ardietti.
De volgende frazioni maken deel uit van de gemeente: Peschiera, San Benedetto di Lugana, Broglie en Dolci.

## Demografie
Peschiera del Garda telt ongeveer 4348 huishoudens. Het aantal inwoners steeg in de periode 1991-2001 met 6,25% volgens cijfers uit de tienjaarlijkse volkstellingen van ISTAT.
| Jaar | Inwoneraantal |
| ---- | ------------- |
| 1991 | 8470          |
| 2001 | 9000          |
| 2009 | 9847          |

## Geografie
De gemeente ligt op ongeveer 68 m boven zeeniveau. Het historische stadscentrum is gelegen in de zuidoosthoek van het Gardameer, op het punt waar de Mincio het meer verlaat en richting de Po stroomt.
Peschiera del Garda grenst aan de volgende gemeenten: Castelnuovo del Garda, Desenzano del Garda (BS), Ponti sul Mincio (MN), Pozzolengo (BS), Sirmione (BS), Valeggio sul Mincio.

## Geboren in Peschiera del Garda
- Fabio Testi (1941), acteur
- Edoardo Zardini (1989), wielrenner
- Omar El Gouzi (1999), wielrenner
- Oscar Righetti (1948), voetballer

## Foto's

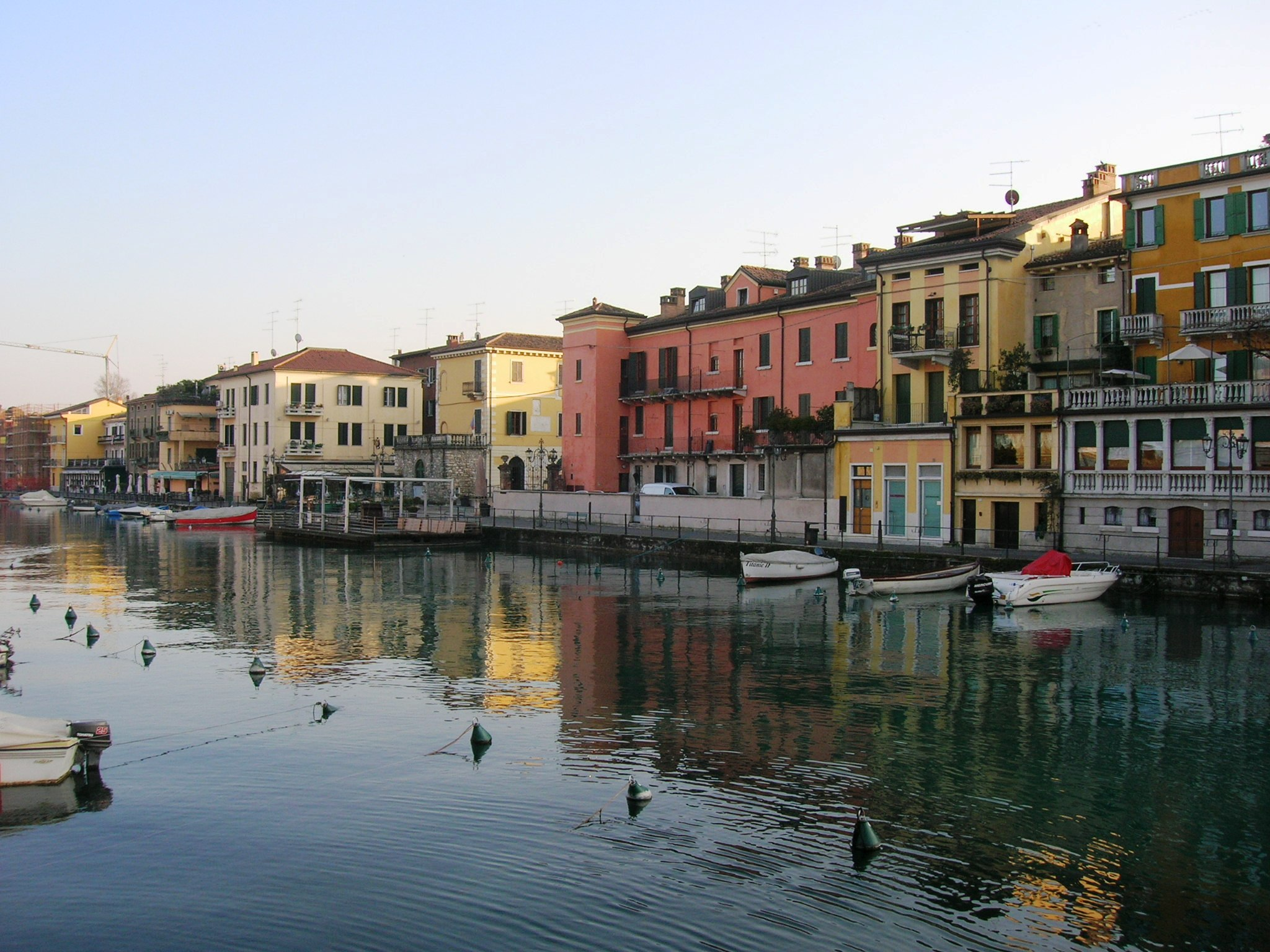
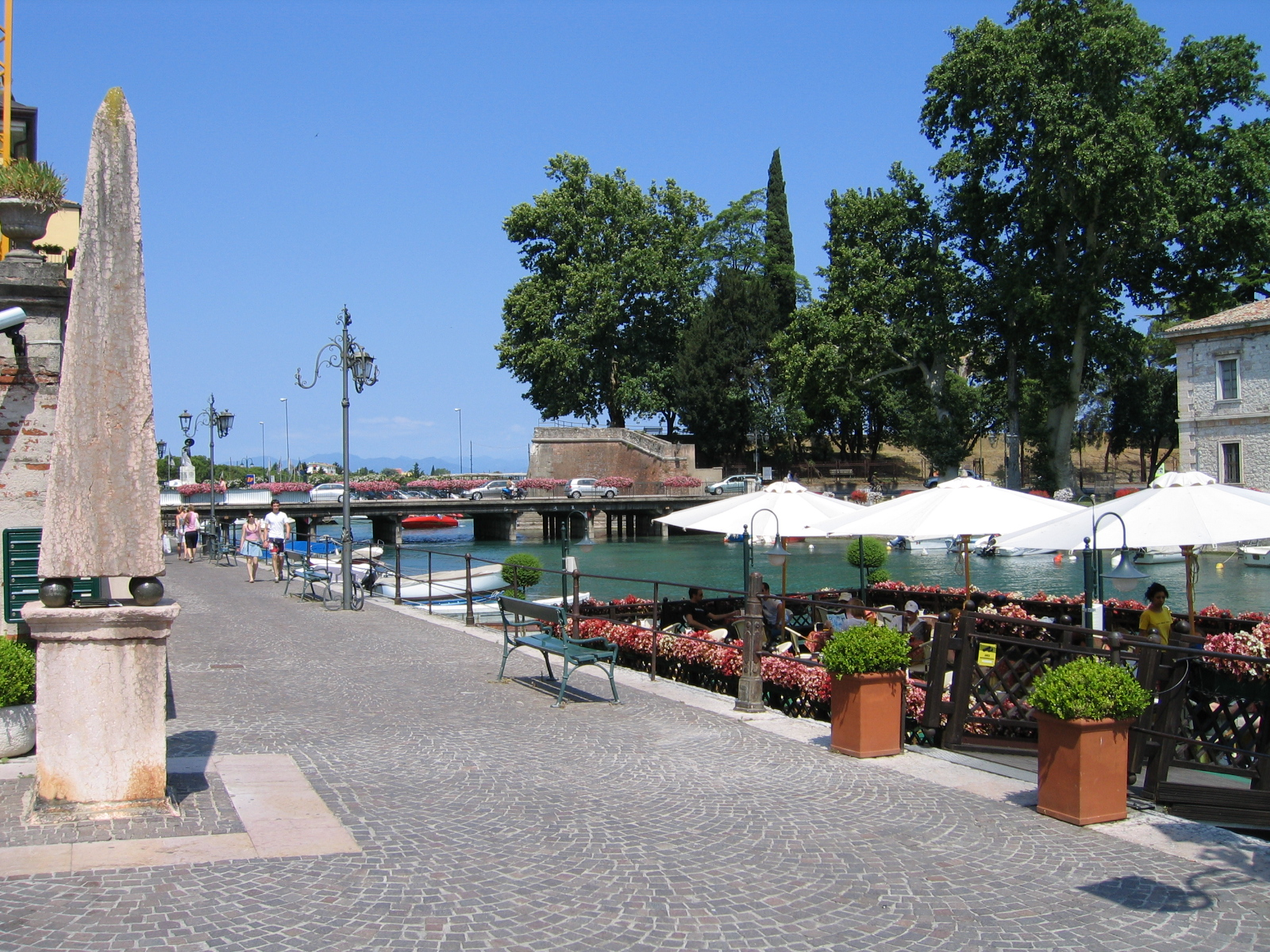
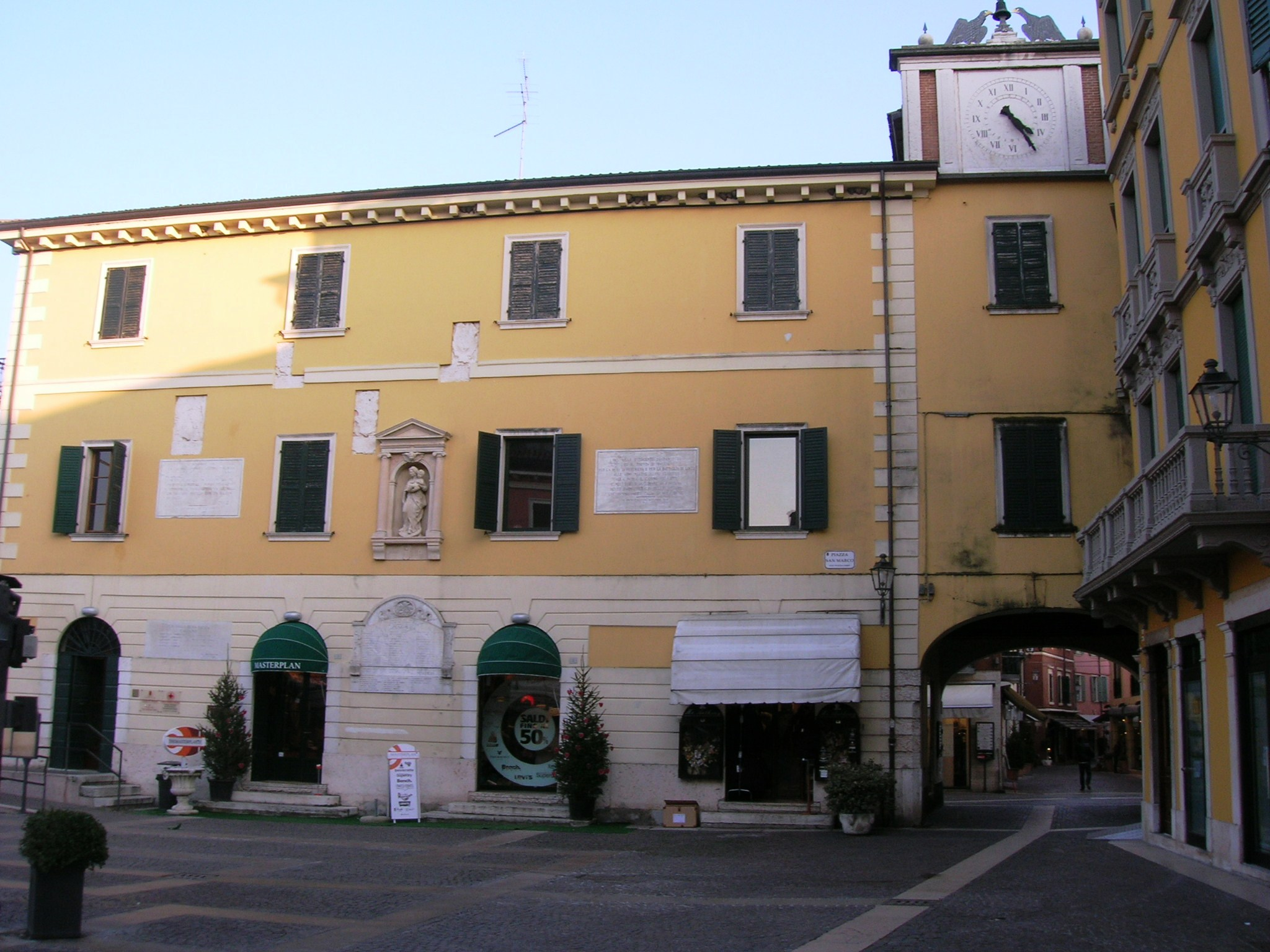
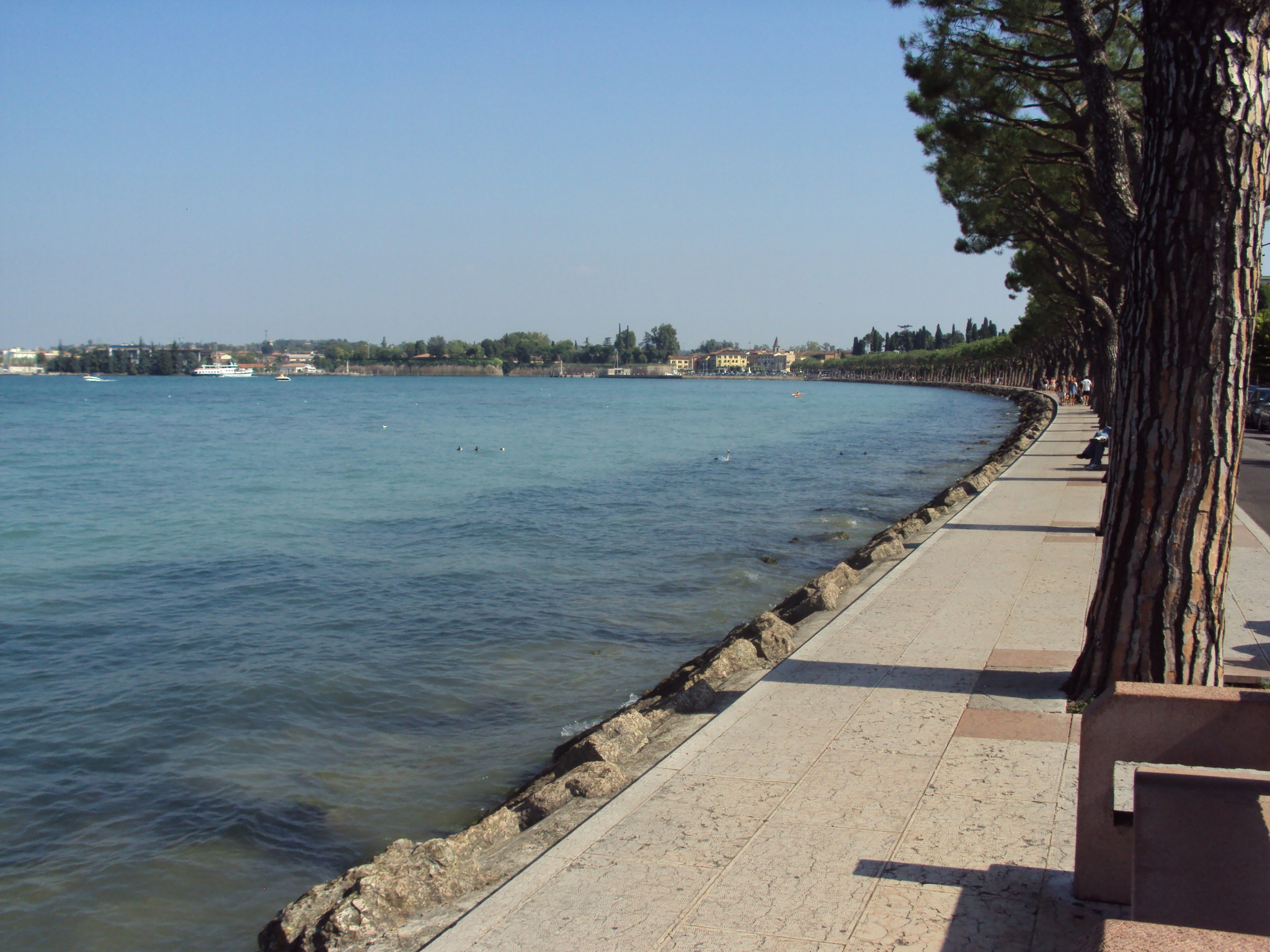
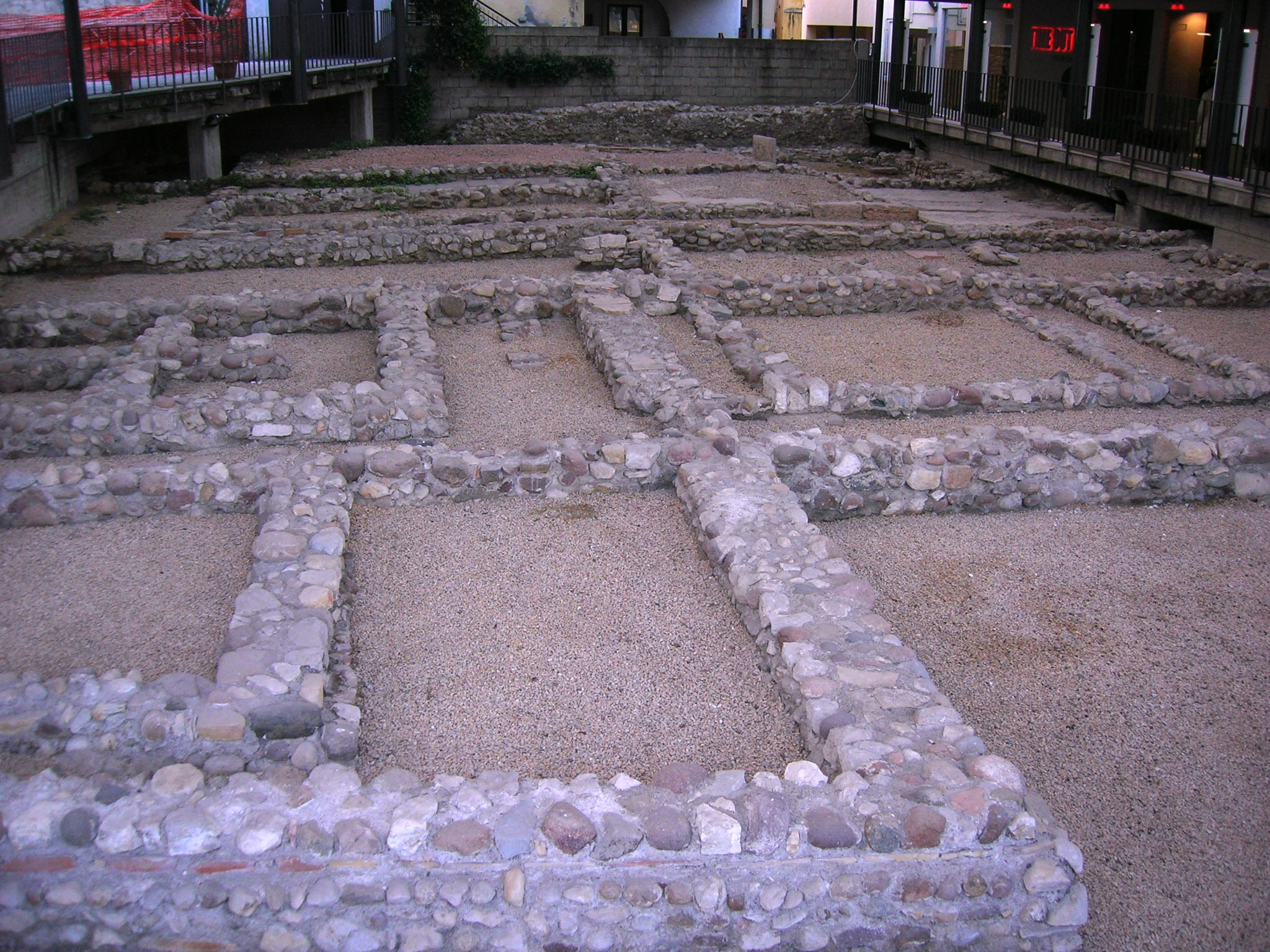
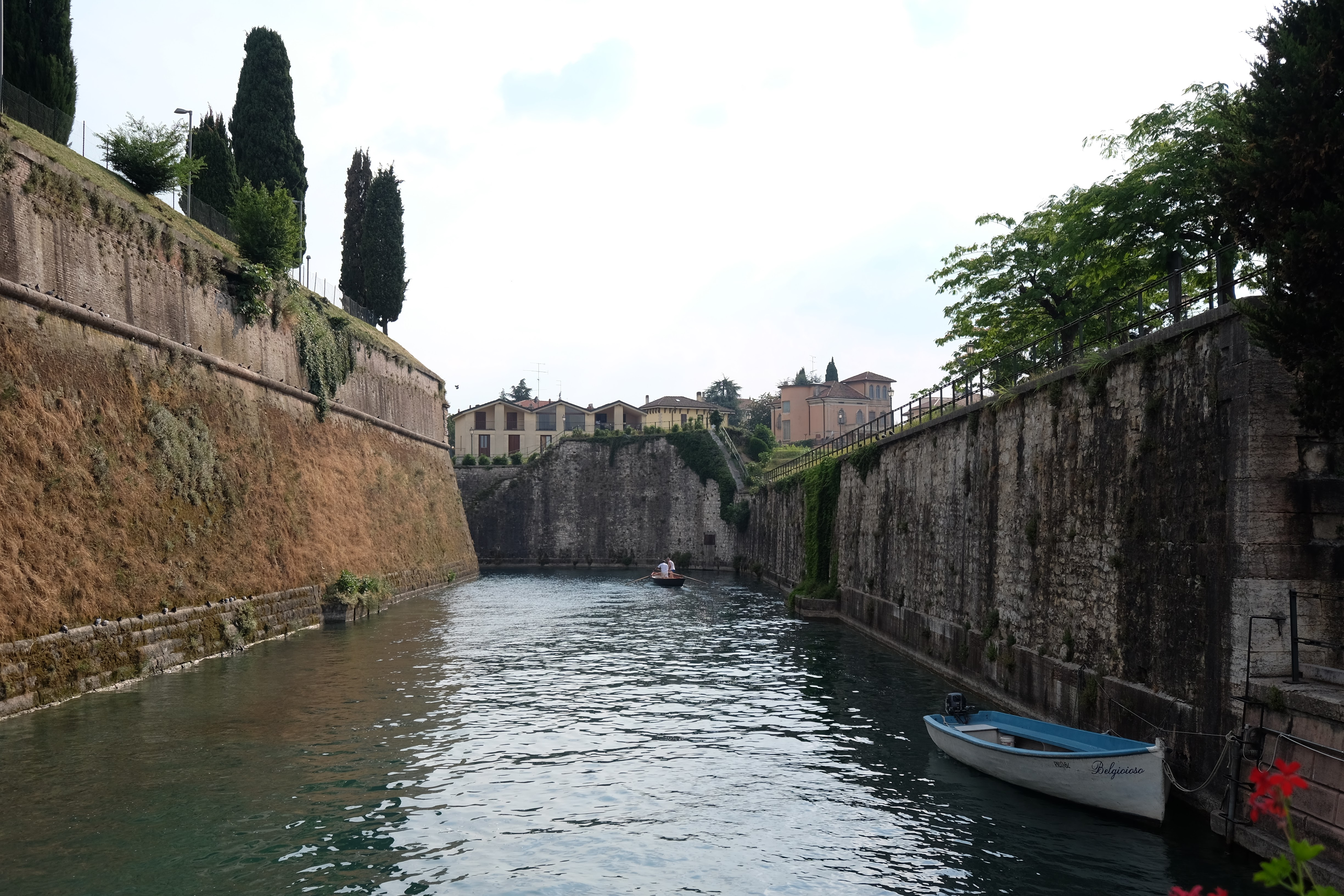